# Victor Laloux
Victor Arthur Joseph Laloux (Fleurus, 22 januari 1915 - 12 maart 1997) was een Belgisch volksvertegenwoordiger.

## Levensloop
In 1940 gepromoveerd tot doctor in de rechten aan de UCL, vestigde hij zich als advocaat in Brussel.
Aanvankelijk was Laloux politiek actief voor de PSC. Voor de partij was hij van 1946 tot 1964 gemeenteraadslid en van 1953 tot 1958 schepen van Sint-Agatha-Berchem. Van 1972 tot 1981 was hij er opnieuw gemeenteraadslid.
Vanaf het begin van de jaren 1950 was hij actief in Brusselse verdediging van de Franstaligheid: hij was lid van het Bloc de la Liberté, lid van de Rénovation wallonne en voorzitter van het Front pour la défense de Bruxelles. In 1964 was hij medestichter van de politieke partij FDF.
Als lid van het FDF was Laloux van 1965 tot 1974 lid van de Kamer van volksvertegenwoordigers voor het arrondissement Brussel. Door het toen bestaande dubbelmandaat zetelde hij van 1971 tot 1974 ook in de Cultuurraad voor de Franse Cultuurgemeenschap. Bovendien was hij van 1972 tot 1989 lid van de Brusselse Agglomeratieraad.
Victor Laloux is niet te verwarren met Victor-Alexandre Laloux (1850-1937), Frans architect, ontwerper van het Gare d'Orsay.